# Distrikt Pataypampa
Der Distrikt Pataypampa liegt in der Provinz Grau in der Region Apurímac im zentralen Süden von Peru. Der Distrikt wurde am 27. Dezember 1961 gegründet. Er erstreckt sich über eine Fläche von 146 km². Beim Zensus 2017 wurden 838 Einwohner gezählt. Im Jahr 1993 lag die Einwohnerzahl bei 1012, im Jahr 2007 bei 1022. Die Distriktverwaltung befindet sich in der 3952 m hoch gelegenen Ortschaft Pataypampa mit 206 Einwohnern (Stand 2017). Pataypampa liegt knapp 9 km südsüdöstlich der Provinzhauptstadt Chuquibambilla.

## Geographische Lage
Der Distrikt Pataypampa liegt im Andenhochland im Südwesten der Provinz Grau.
Der Distrikt Pataypampa grenzt im Südwesten an die Distrikte Huaquirca und Sabaino (beide in der Provinz Antabamba), im Nordwesten an den Distrikt Chuquibambilla, im Nordosten an die Distrikte Santa Rosa, San Antonio und Turpay sowie im Südosten an den Distrikt Virundo.